# Jonatan Markowytsch

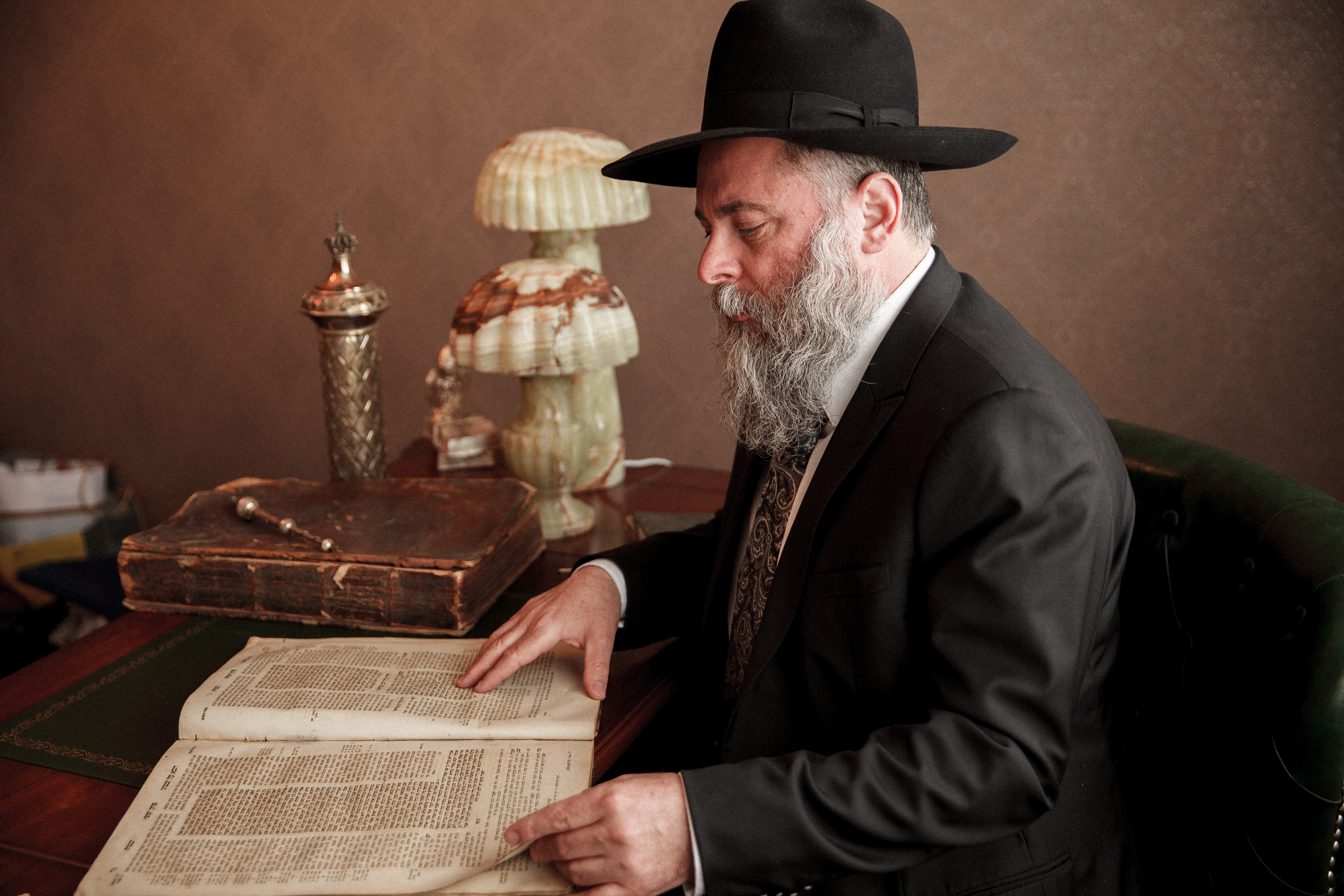
Jonatan Markowytsch

Jonatan Binjamin Markowytsch (ukrainisch Йонатан Бін'ямін Маркович; geb. 21. Oktober 1967 in Uschhorod, Ukrainische SSR) ist Oberrabbiner von Kiew und offizieller Gesandter des Lubawitscher Rebben.

## Biographie
Jonatan Markowytsch wurde 1967 in Uschhorod in einer rabbinischen Familie geboren. Sein Großvater mütterlicherseits war in der Stadt als Rabbiner tätig. Anfang 1972 emigrierte er mit seiner Familie nach Israel. Als Kind lernte er in einem Cheder und der Jeschiwa Habada in Kirjat Gat. Dann führte er seine Studien in der Jeschiwa von Kfar Ganim unter Rabbi Zucker fort.
1986 wurde er Berufssoldat der israelischen Armee, und nach 12 Jahren wurde er im Rang eines Majors der Reserve aus dem regulären Dienst entlassen.
Im Jahr 2000 kam Rabbiner Markowytsch mit seiner Familie in die Ukraine und begann in Kiew Bildungseinrichtungen und Tätigkeiten mit der Gemeinde aufzubauen.
Ihm wurde auch von diversen Rabbinern die Semicha, d. h. die Erlaubnis als Rabbiner zu amtieren, erteilt. Der Rabbiner ist heute Oberrabbiner der Stadt Kiew und Abgesandter der Chabad-Bewegung. Hunderte von älteren und bedürftigen Menschen werden regelmäßig unterstützt – mit warmen Mahlzeiten, Essenssets, Medikamenten und anderen Sachen. Sie nehmen an Gemeindeaktivitäten teil und werden regelmäßig zu Hause besucht. Viele junge Menschen sind an Gemeindeaktivitäten beteiligt.
Rabbiner Jonatan Markowytsch ist in der Ukraine eine respektierte Persönlichkeit, sowohl in der jüdischen als auch in der nichtjüdischen Welt. Er ist für seine sehr guten Beziehungen zu ukrainischen Politikern und Schlüsselfiguren in der jüdischen Welt bekannt.

## Familie
Er ist mit Elka Inna Markowytsch verheiratet. Sie ist Direktorin des Or-Avner-Netzwerks, das  aus Kindergärten und Schulen besteht.
Das Paar hat sieben Kinder.

## Bildungsabschlüsse, Zertifizierungen, Auszeichnungen und Anerkennungen
- Rabbiner Markowytsch hat einen Bachelor-Abschluss in Ausrüstung und Management und einen Master-Abschluss in Pädagogik (von der Hebräischen Universität in Jerusalem).[2]
- Er ist vom Europäischen Parlament zertifiziert.[2]
- Er wurde von der ukrainischen Rechtsanwaltskammer mit einem Ehrenpreis für 2018 ausgezeichnet.[18]
- Verdienstorden der Ukraine 3. Klasse.[19]
- Am 8. September 2020 hat das ukrainische Parlament in Kiew Jonatan Markowytsch als ersten Rabbiner mit seiner Ehrenmedaille ausgezeichnet. Die Würdigung der «Verkhona Rada» wird jährlich an Persönlichkeiten aus Wissenschaft und Kultur verliehen, die besondere Verdienste um die Nation erworben haben. Markowytsch amtiert als Oberrabbiner von Kiew und hat sich über viele Jahre für das Wohl der jüdischen Gemeinschaft, aber auch der gesamten Ukraine eingesetzt, wie das Parlament nun befand.  Die Initiative für die Ehrung ging von den Abgeordneten Alexander Kunitsky als Vorsitzender des Ausschusses «Israel–Ukraine» und dem Parlamentsvorsitzenden Dmytro Razumkov aus. Die Preisverleihung musste aufgrund der Virus-Pandemie in einem reduzierten Rahmen stattfinden. Unter den Teilnehmern waren die Parlamentarier Alexander Kunitsky, Alina Zagoruiko, Vadim Strunevich und Larisa Bilozir. Aus Israel trafen «Video-Postkarten» des sephardischen Oberrabbiners Itzhak Yosef, von Innenminister Aryeh Deri, Religionsminister Yaakov Avitan und dem Jerusalemer Bürgermeister Moshe Leon ein. Redner an der Zeremonie hoben das Engagement der jüdischen Gemeinde insgesamt und Rabbiner Markowytsch im Besonderen beim Kampf gegen Covid-19 und bei Hilfen für orthodoxe Pilger nach Uman hervor. Die Kiewer Gemeinde unterstützt Tausende von Senioren mit Esspaketen und ruft jüngere Familienmitglieder auf, ihre Großeltern nicht alleine zu lassen. Rabbiner Markowytsch ist zudem oberster Emissär der Chabad-Bewegung in Kiew und hat nicht nur Pilgern nach Uman in vielfacher Weise geholfen, sondern durch eine Intervention bei der Regierung Reisegenehmigungen für Breslov-Chasidim erwirkt, die aufgrund der Covid-Notstandsmassnahmen an ukrainischen Flughäfen festsaßen. Die Verdienste von Rabbiner Markowytsch wurden jüngst auch von Präsident Wolodymyr Selenskyj gewürdigt, der dem Rabbiner den höchsten Orden des Landes verleihen will.